# Neomerinthe pallidimacula
Neomerinthe pallidimacula és una espècie de peix pertanyent a la família dels escorpènids.

## Hàbitat
És un peix marí, demersal i de clima tropical que viu fins als 27 m de fondària.

## Distribució geogràfica
Es troba al Pacífic occidental central: les Filipines.

## Observacions
És inofensiu per als humans.